# Jedediah Hotchkiss

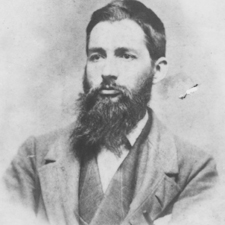
Jedediah Hotchkiss

Jedediah Hotchkiss (* 30. November 1828 in Windsor, Broome County, New York; † 17. Januar 1899 in Staunton, Virginia) war ein US-amerikanischer Kartograph und Major im konföderierten Heer.

## Leben
Hotchkiss war Lehrer und stammte aus New York, zog aber nach Virginia ins Shenandoah Valley, wo er ab 1847 privat unterrichtete und 1854 eine Schule, die Mossy Creek Academy, eröffnete. Nebenbei verdiente er sich als Geologe und Bergwerksspezialist etwas dazu, er hatte sich diese Kenntnisse im Selbststudium angeeignet.

## Bürgerkrieg
Nach Ausbruch des Bürgerkrieges bot er sich im Juni 1861 der konföderierten Seite an und unterstützte das Heer, zunächst ohne ihm offiziell beizutreten. Da er über ausgezeichnete Ortskenntnisse verfügte, wurde er in den Stab von General Thomas „Stonewall“ Jackson aufgenommen und diente als Hauptmann und Chefkartograph in dessen Stonewall-Brigade und später dessen Korps.
Nach Jacksons Tod verblieb er im konföderierten Heer und kapitulierte einige Tage nach der Niederlage von Lees Nord-Virginia-Armee bei Appomattox als Angehöriger der Division von General Lomax mit der Tennessee-Armee von Joseph E. Johnston am 26. April 1865. Zuletzt hatte er den Rang eines Majors inne. 1881 wurde er zum Mitglied der American Philosophical Society gewählt.

## Bedeutung
Die von Hotchkiss angefertigten präzisen Karten trugen zu einem guten Teil zum Erfolg des Shenandoah-Feldzuges Jacksons von 1862 bei und waren auch Jubal Early bei dessen Marsch auf Washington 1864 sehr nützlich.
Ulysses S. Grant vereinbarte nach dem Krieg mit Hotchkiss, dass dessen Karten gegen Entgelt auch von der Union genutzt werden durften. Hotchkiss blieb aber im persönlichen Besitz seiner Pläne und Karten.

## Nachwirkung
- Die Stadtgemeinde Hotchkiss, West Virginia trägt seinen Namen.
- Sein Geburtshaus, das Jedediah Hotchkiss House in Windsor, New York ist im National Register of Historic Places gelistet.
- Sein Haus in Staunton, Virginia steht ebenfalls im National Register of Historic Places.